# Dolle Dinsdag

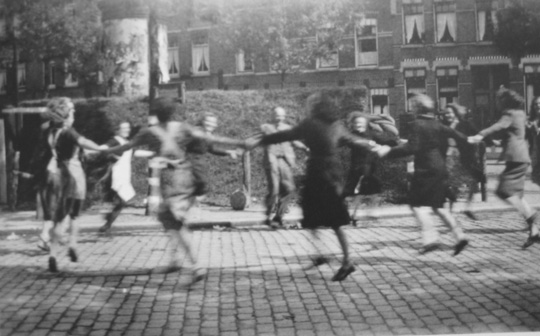
Festeggiamenti per il Dolle dinsdag (5 settembre 1944) a Willebrordusplein, Rotterdam

Con Dolle Dinsdag (letteralmente in olandese martedì folle) ci si riferisce al giorno di martedì 5 settembre 1944. In quella data ebbero luogo in tutti i Paesi Bassi manifestazioni di piazza in base alle voci che davano per imminente la fine dell'occupazione tedesca dei Paesi Bassi. Il nome Dolle Dinsdag si trova per la prima volta in De Gil, un periodico di propaganda delle forze di occupazione tedesche.

## Storia
Le voci che avevano fatto credere che la liberazione dei Paesi Bassi fosse imminente, erano basate sulle notizie di un rapido avanzamento degli alleati i quali avevano liberato il 3 settembre Bruxelles, ed il 4 settembre Anversa. I più ottimisti si aspettavano l'ingresso delle forze alleate nel paese il 5 settembre e la liberazione di Utrecht, Amsterdam e Rotterdam già il giorno dopo. Nel sud del paese si potevano sentire l'avvicinarsi dei boati dei cannoni e ben presto si diffuse la voce che alcuni villaggi nell'area erano già stati liberati. A Rotterdam, si diceva che gli alleati avevano raggiunto Moerdijk. A tutte queste voci si aggiunse un annuncio della radio britannica che riferiva che Breda fosse stata liberata. Molti cittadini tirarono fuori bandiere e striscioni arancioni e molti operai lasciarono il posto di lavoro per essere pronti al saluto alle truppe alleate di liberazione. Tra i tedeschi ed i collaborazionisti dell'NSB (Nationaal-Socialistische Beweging - Movimento Nazional Socialista) scoppiò il panico, ed in molti scapparono, distruggendo però prima, il maggior numero possibile di documenti. Molti militanti dell'NSB si nascosero nella brughiera di Luneburgo in Germania, mentre Mussert riparò nelle vicinanze di Almelo.
Ciò che la popolazione olandese non sapeva erano le dimensioni delle forze alleate in campo ed i tempi di intervento. Molte delle truppe alleate dei Paesi Bassi erano ancora in Francia e le truppe ad Anversa potevano contare solo su un sottile corridoio di collegamento con la restante parte del Belgio liberato. In più, esisteva un problema relativo alla lunghezza dei percorsi per gli approvvigionamenti, provenienti dai porti francesi. I confini dei Paesi Bassi furono giudicati troppo lontani e l'Alto Comando Alleato decise di non avventurarsi ulteriormente verso nord, soprattutto perché l'obiettivo principale, Anversa, era già stato raggiunto.
Il falso messaggio radio relativo alla liberazione di Breda, era dovuto al fatto che lo stesso comando alleato sapeva a malapena dove fossero le proprie truppe e a che velocità avanzassero. Solo alcuni giorni dopo, gli Alleati avrebbero attraversato il confine dei Paesi Bassi con pattuglie di ricognizione, riuscendo poi a liberare, il 14 settembre 1944 la prima grande città del paese, Maastricht.

## Eventi collegati
L'avvio, il 17 settembre 1944, dell'Operazione Market Garden e la liberazione di Eindhoven due giorni dopo, non portò i risultati sperati. La vittoria tedesca nella battaglia di Arnhem e, conseguentemente, il fallimento dell'operazione stessa indusse un rallentamento nella liberazione dei Paesi Bassi dall'invasore tedesco.
Dopo gli eventi del Dolle Dinsdag solo una piccola parte del paese, in particolare la fascia sud-occidentale a ridosso del confine belga, fu liberata. Il resto del paese dovette attendere ancora un lungo inverno di fame (Hongerwinter) prima di essere liberato dagli alleati.
Il Dolle Dinsdag fu la scintilla iniziale delle proteste dei ferrovieri dei Paesi Bassi contro l'occupazione tedesca. Tali proteste sfociarono nello sciopero di 30000 lavoratori del comparto che iniziò il 17 settembre 1944 e terminò il giorno della liberazione del paese, avvenuta il 5 maggio 1945. Il blocco dei trasporti ferroviari fu fonte di notevoli problemi per i tedeschi nei Paesi Bassi, in quanto fermò quasi completamente gli approvvigionamenti da e per la Germania. La frase in codice utilizzata da Radio Oranje per dare il via allo sciopero fu: "De kinderen van Versteeg moeten onder de wol" (i figli di Versteeg devono andare a letto).